# Rogožarski
Rogožarski (cirílico serbio: Рогожарски) fue un fabricante aeronáutico ubicado en el antiguo Reino de Yugoslavia con sede en Belgrado. Su primer aeroplano de diseño propio Fizir F1V fue la base a partir de la cual el ingeniero Rudolf Fizir desarrolló una serie de biplanos de reconocimiento monomotores y biplazas equipados con diferentes motores; para más tarde desarrollar y construir sus propios diseños y construir bajo licencia modelos polacos.
La prevista y autorizada en 1939 producción bajo licencia del caza Hawker Hurricane Mk.1 fue abortada en 1941 por la invasión alemana.
Fundada oficialmente el 22 de abril de 1924 bajo el nombre de Prva Srpska fabrika aeroplana Živojin Rogožarski (Primera fábrica de aeroplanos Serbia  Živojin Rogožarski); la empresa, fue responsable de gran parte de la producción de la industria aeronáutica de Yugoslavia en el período de entreguerras, junto con Kovačević & Co.( Ikarus ). Inicialmente, reparaba y modificaba aviones que habían sido confiscados a las Luftfahrtruppen austro-húngaras al finalizar la I Guerra Mundial, más tarde construyó dos modelos Hansa-Brandenburg pero, pronto comenzó a fabricar sus propios modelos, así como a producir bajo licencia aviones de diseño extranjero. 

## Historia
En su obra "Memorias sobre la organización de la aviación en el Reino de los Serbios, Croatas y Eslovenos", el piloto general Emi Uzelac jefe del recién creado Departamento de Aviación en el Ministerio del Ejército y la Marina destacó, entre otras cosas, la importancia del desarrollo de la industria aeronáutica nacional. Por lo tanto, en 1923, se  anunció un concurso para la selección de empresas nacionales a las que se encargaría la producción de aviones con la asistencia técnica, material y organizativa adecuada del Estado. Un número inesperadamente grande de empresas estatales y privadas se presentaron a la licitación. Tras una dura competencia, dos pequeñas empresas privadas ganaron el contrato: Ikarus de Novi Sad y Rogožarski de Belgrado.
Rogožarski, originalmente un taller de carpintería, daba esperanzas de poder organizar la producción de aviones, porque su propietario, Živojin Rogožarski, trabajó en Budapest durante la I Guerra Mundial construyendo aviones en la compañía Ungarische Flugzeugfabrik AG - UFAG.
Inicios
A efectos de verificación, el Departamento de Aviación encargó a Rogožarski la fabricación de veintisiete alas para el avión Mali Brandenburg ŠB-1 (nombre original Hansa-Brandenburg B.I ). La entrega de las primeras alas fabricadas para el ŠB-1 comenzó en 1924. Después de completar con éxito el trabajo, la compañía Rogožarski firmó un contrato para la producción de 10 aviones ŠB-1 completos. El ŠB-1 era un biplano de entrenamiento ligero con un motor Mercedes de 73,5 kW (98,56 hp). El 10 de mayo de 1925 se realizó en Banjica el vuelo de prueba del primer avión ŠB-1 de producción de Rogožarski. A finales de 1926 Rogožarski había producido 22 ejemplares del ŠB-1 y 24 del Srednji Brandenburg (Hansa-Brandenburg C.I) con motores Austro-Daimler de 117 kW (157 hp) y 136 hp (182 hp). La empresa, se vio alentada por este progreso y comenzó a contratar nuevos puestos de trabajo.
A finales de 1927, el Comando de la Fuerza Aérea encabezado por el general Stanojlović encargó doce monomotores de reconocimiento Fizir con motor Maybach de 260 hp. Además de esta serie, en la fábrica de Rogožarski, basados en el mismo concepto, en el período de 1928 a 1931, se fabricaron varios prototipos con diferentes motorizaciones, tales como el  Fizir-Loren con motor W12 Lorraine-Dietrich 12Eb de 450 hp en 1928, Fizir/Hispano con motor de 450 hp, el Fizir-Wright en 1930 con motor de 220 hp, Fizir F1G-Castor en 1930, con motor Walter-Castor de 220 hp y Fizir F1G en 1930, con motor Gnome-Rhône 5K Titan de 230 hp. La creación de tal gran número de prototipos fue debida al gran problema de adquirir motores de avión provenientes de importaciones, reparaciones o botines de guerra, porque en ese momento no existía producción nacional de motores de aviación. Sólo el prototipo Fizir con motor Wright entró en producción en serie. Posteriormente, la producción completa del avión tipo Fizir F1V pasó a manos de la compañía Fabrika aeroplana i hidroaviona Zmaj en Zemun .
Desarrollo - función técnica
Al darse cuenta de la importancia de la función de desarrollo en la producción de aviones, Rogožarski contrató al Ing. Viljem Shuster y estableció una oficina de proyectos y construcción decidiendo, además de la producción bajo licencia, iniciar proyectos totalmente nacionales. Por ello, en 1929 inicia la producción de su propio avión de entrenamiento Rogožarski AŽR, con el motor checoslovaco Walter Castor de 240 hp. Este avión en vuelo horizontal podía alcanzar una velocidad de 240 km/h con un tiempo de ascenso de 38 minutos a una altitud de 5000 m; sin embargo, debido a objeciones sobre la controlabilidad del avión, el Comando Aéreo no permitió la producción en serie.
Crisis y recuperación
La compañía Rogožarski había invertido mucho capital en el desarrollo de nuevos proyectos e instalaciones de producción, por lo que, en parte por ello, pero también por la falta de nuevos pedidos provocada por la crisis económica (Quiebra del Creditanstalt) y las deudas impagadas, entro en quiebra. El principal acreedor de la compañía era el Banco Comercial General, que a principios de 1934 tomó el control de la empresa. En el mismo año 1934 la empresa reanudó su actividad, aunque como sociedad anónima. La dirección de la empresa se confió a un equipo más joven y capaz, en el que la dirección técnica de la fábrica estuvo a cargo del ya consolidado diseñador de aviones Sima Milutinović. Con su llegada, la función de desarrollo se reforzó significativamente, como lo demuestra el número de prototipos y aviones construidos entre 1934 y 1941. El primer trabajo que se realizó en la transformada empresa Rogožarski fue la producción de un prototipo del entrenador avanzado de caza Rogožarski PVT . El ejército, por su parte, ayudó a la empresa a salir de sus deudas comprando ejemplares del Rogožarski PVT y encargando 40 aviones Fizir FN en 1935.
A partir de 1935 se produce una reactivación de las actividades económicas en el Reino de Yugoslavia y, con ello, de la industria de la aviación. La fábrica de aviones de Rogožarski sigue la tendencia general de desarrollo en este período de 1935 a 1941 que representan los "años dorados" en el negocio de la firma. El valor de la producción en 1935 fue de 4,5 millones de dinares y en 1939 más de 51 millones, lo que supone un aumento diez veces mayor. Esto fue acompañado por un aumento en la capacidad de producción y el número de operarios pasó de 85 en 1935 a 899 a finales de 1939. Antes de la guerra, la fábrica contaba con unos 1000 empleados.
En ese período, la compañía produjo entre otros modelos, los entrenadores Fizir FN, y con licencia polaca los monomotores de turismo y enlace RWD 8 y RWD-13, el entrenador de caza Rogožarski PVT, el avión de entrenamiento avanzado Rogožarski R-100 , el caza Rogožarski IK-3 , los hidroaviones Rogožarski SIM-XII-H y Rogožarski SIM-XIV-H , el prototipo de entrenador básico Rogožarski Brucoš, y el prototipo de avión de combate polivalente Rogožarski R-313. También se compró en 1938 la licencia de fabricación del caza Hawker Hurricane Mk.1. Además de la normal producción en serie y de prototipos, la fábrica realizó reparaciones importantes, aquellas que no podían ser realizadas por los talleres de los regimientos aéreos, revisiones de aviones de producción propia y ajena, y producción de piezas de repuesto para aviones.
Segunda Guerra Mundial
Después la Invasión de Yugoslavia y su posterior capitulación en abril de 1941 las autoridades alemanas requisaron la fábrica en donde se encontraban aviones en diferentes grados de construcción, reparación o revisión, y que siguió funcionando para las necesidades de la ocupación alemana bajo el nombre de Werwirtschaftsstab Südost und Verbindungsstelle der CL - Rogozarski.
Entre el 16 y 17 de abril de 1944 la fábrica Rogožarski resultó dañada durante el bombardeo aliado de Belgrado.
Nacionalización
A partir de su nacionalización por el gobierno de la República Federativa Socialista de Yugoslavia en marzo de 1946, la fábrica se fusionó con la Fabrika aeroplana i hidroaviona Zmaj para refundar Ikarus, que continuó en la industria aeronáutica hasta 1961. La mayor parte del personal y el equipo de la sección de aviación de Ikarus había sido reubicado durante la década anterior a la nueva fábrica de aviones SOKO , ubicada en Mostar, Bosnia y Herzegovina . Durante su existencia, Rogožarski produjo un total de 286 aviones.

## Galería de imágenes

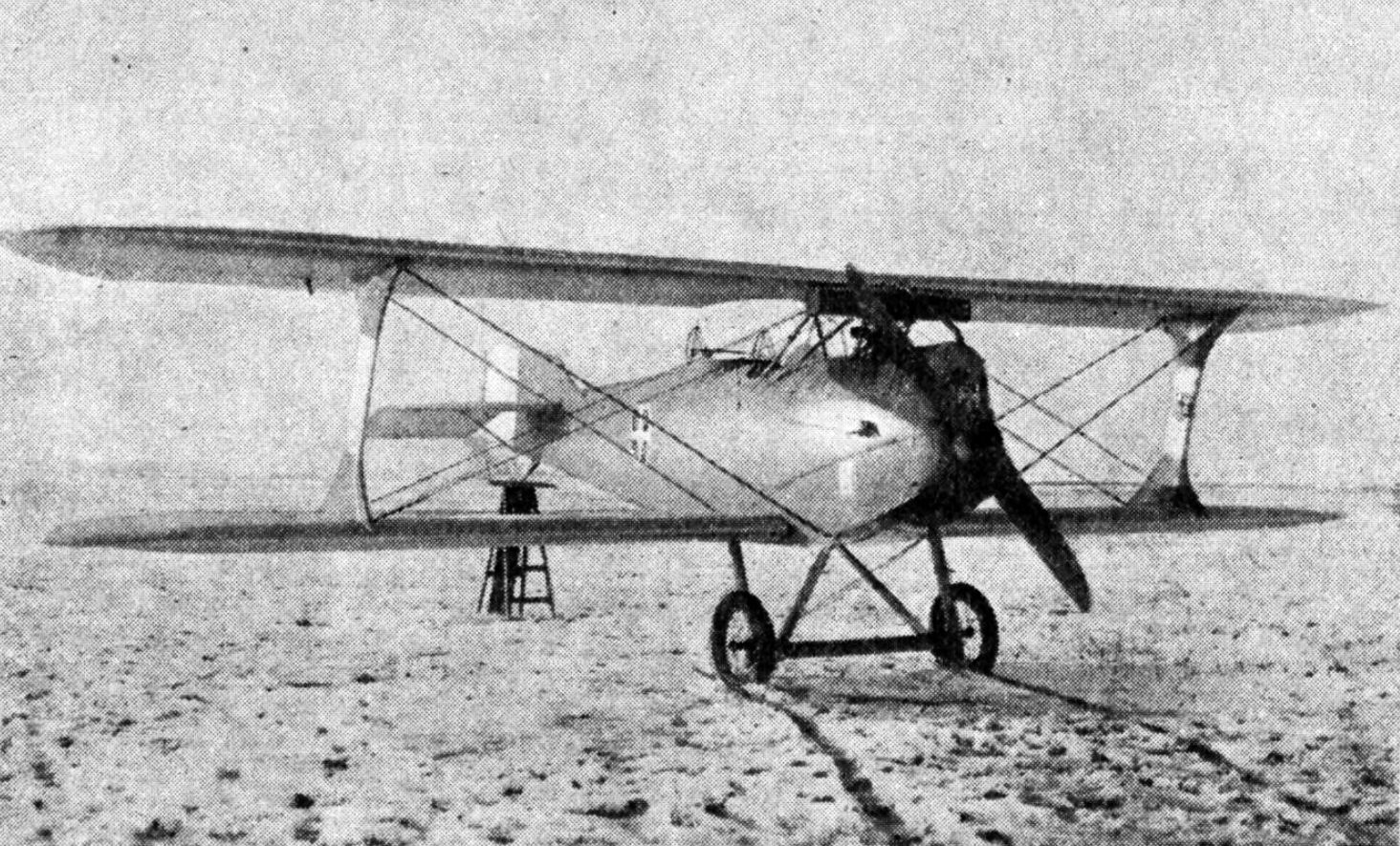
Fizir F1V
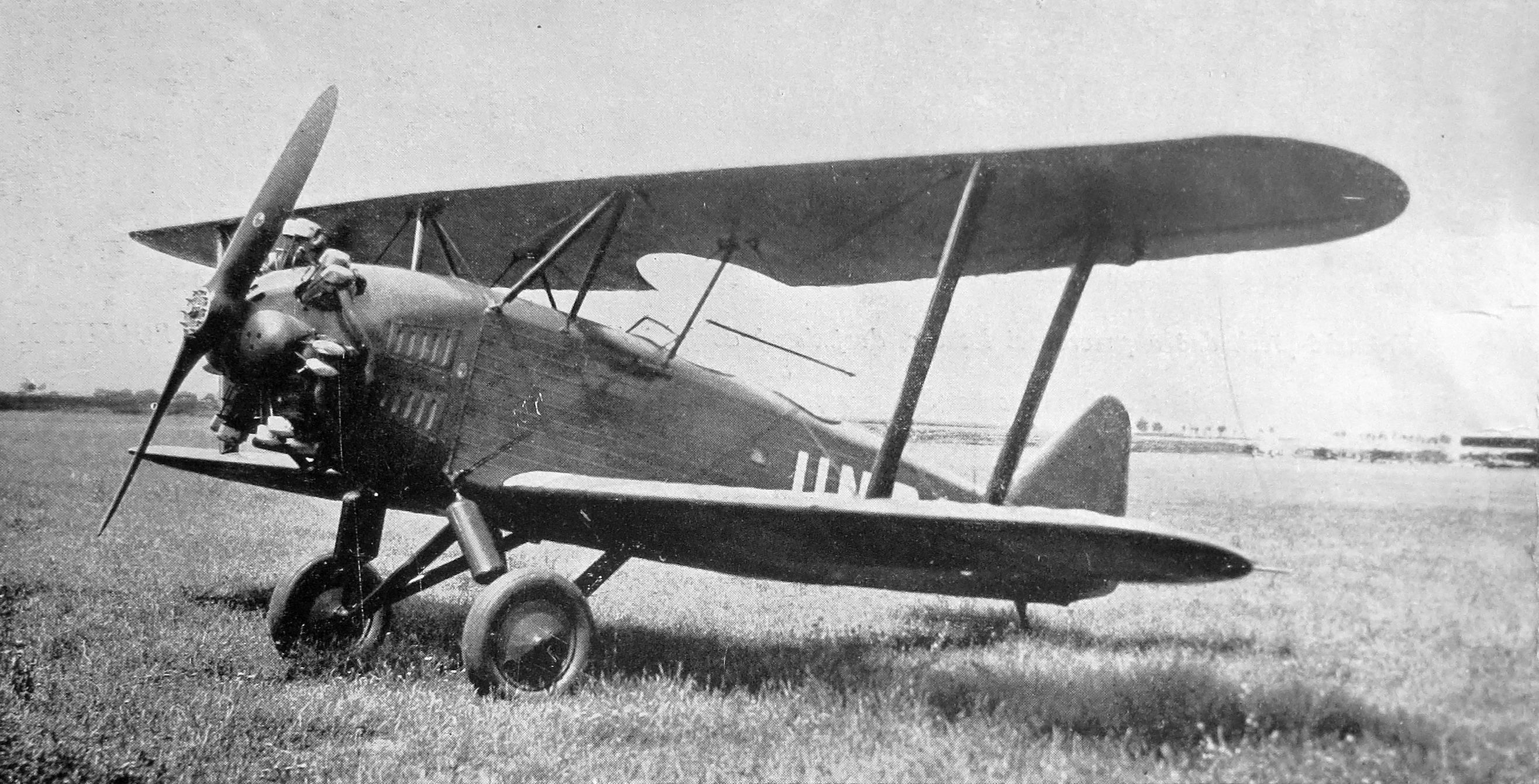
Rogožarski AŽR
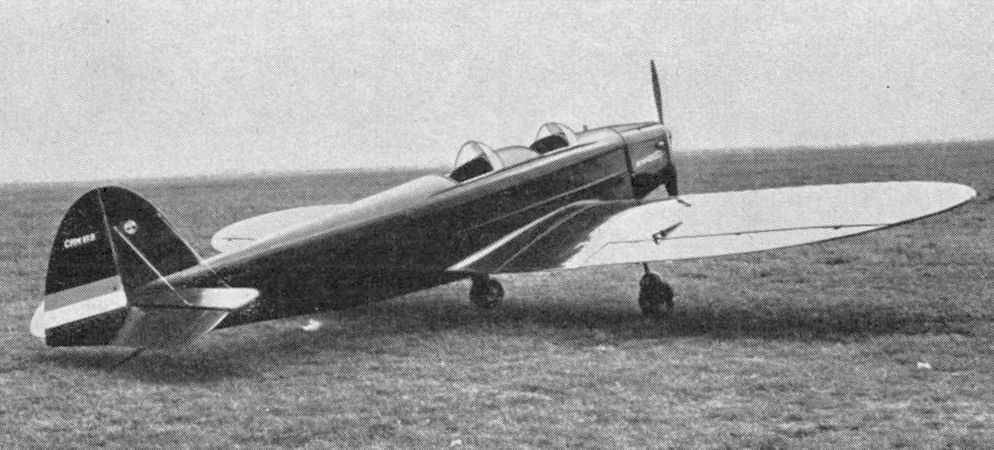
Rogožarski SIM-VI
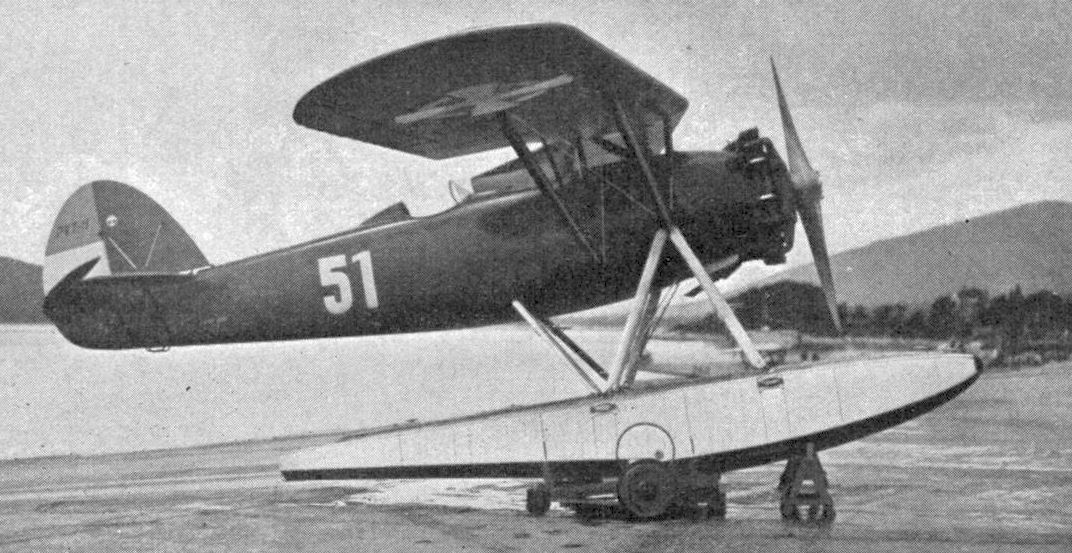
Rogožarski PVT-H
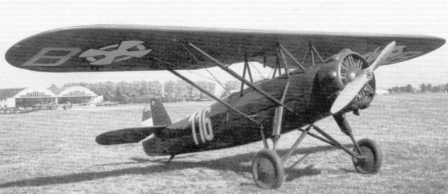
Rogožarski SIM-X
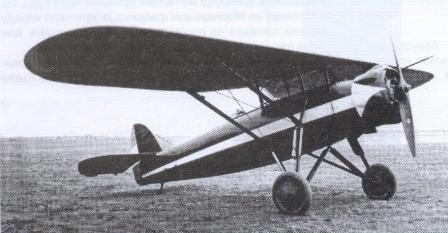
Rogožarski SIM-XI
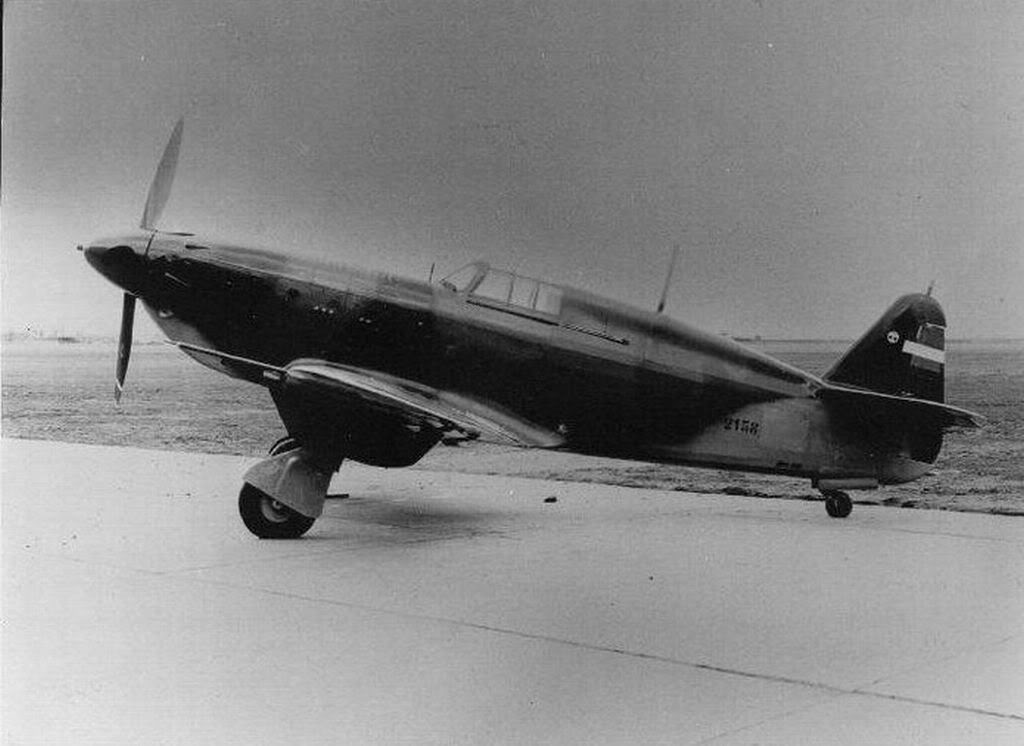
Rogožarski IK-3
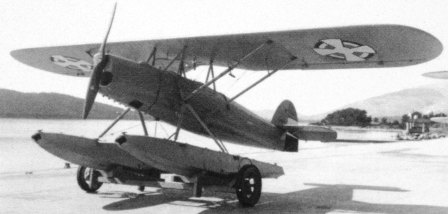
Rogožarski SIM-XII-H
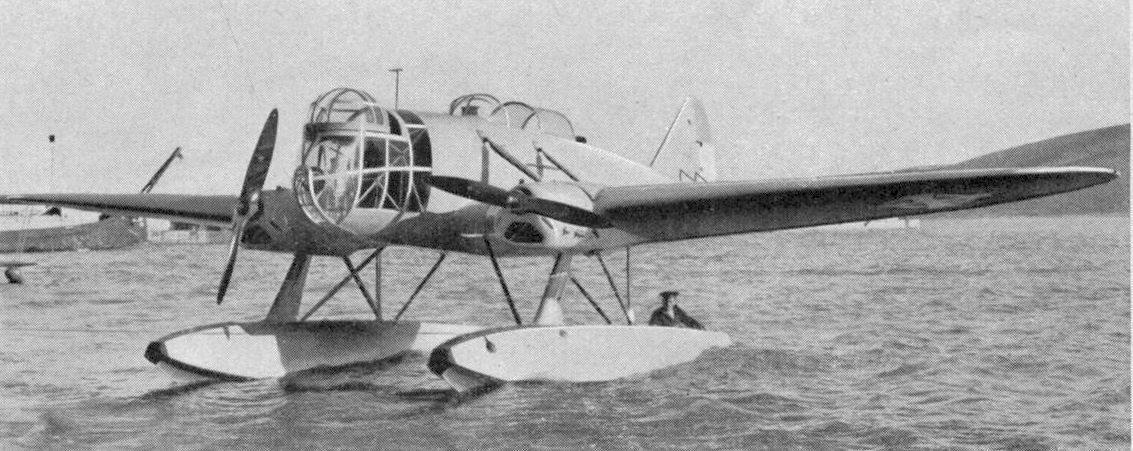
Rogožarski SIM-XIV-H
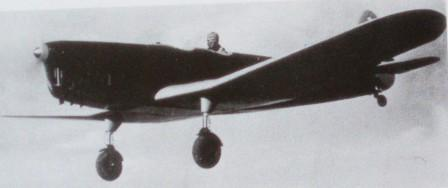
Rogožarski Brucos
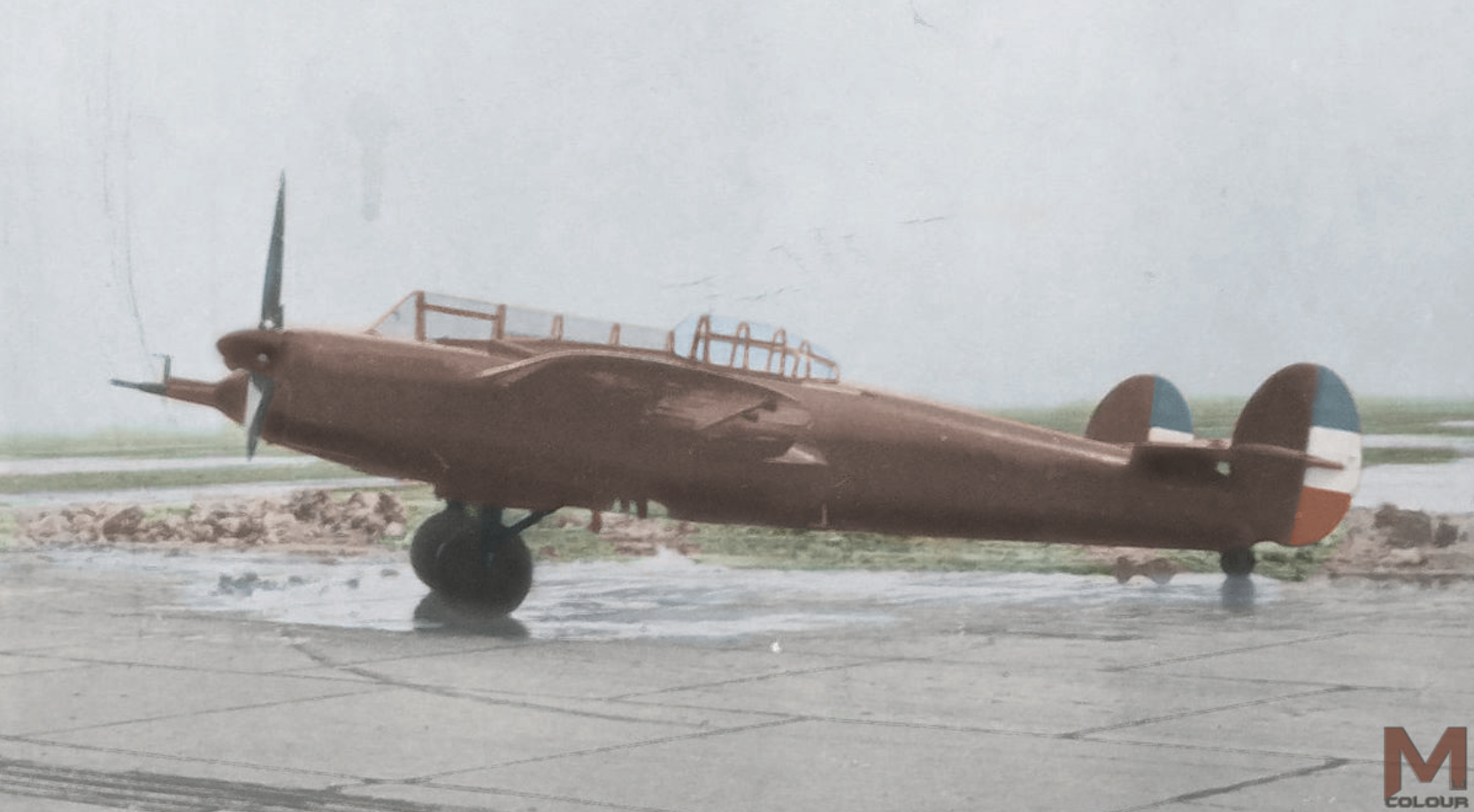
Rogožarski R-313

## Tecnología de producción de aviones en la fábrica Rogožarski
En la época en que funcionaba la fábrica de aviones de Rogožarski, la madera era el material de construcción predominante para la fabricación de aviones. La madera como material estructural para la construcción de aviones tiene las siguientes buenas propiedades: peso específico bajo, procesamiento fácil y económico, alta resistencia a la fatiga del material, reparación fácil y barata de los aviones, y su bajo precio en comparación con otros materiales estructurales. Si a esto le sumamos que en aquel momento no había en el país una producción desarrollada de otros materiales de construcción, como aceros altamente aleados, duraluminio u otras aleaciones ligeras a base de magnesio, y sí se disponía de maderas de todos los tipos y calidades, era bastante natural esperar que la producción de aviones se basara principalmente en la madera como material básico de construcción.
La fábrica de aviones de Rogožarski era considerada en aquella época la mejor fábrica de aviones de madera de Yugoslavia. Comenzó como taller de carpintería justo después de la Primera Guerra Mundial y se convirtió en una fábrica de aviones de primera clase. Mientras que otras fábricas de aviones como Ikarus, Zmaj y la Fábrica Estatal de Aeronaves de Kraljevo, gracias a las licencias de fabricación de aeroplanos de estructura metálica (p.ej. Dewoitine), pasaron a la producción de aviones de construcción metálica o mixta; Rogožarski permaneció ligada a la producción tradicional de aviones de construcción de madera hasta principios de la Segunda Guerra Mundial.

## Aeroplanos
| Modelo                                      | Primer vuelo | Nº construidos             | Tipo                                                        |
| ------------------------------------------- | ------------ | -------------------------- | ----------------------------------------------------------- |
| Rogožarski Mali Brandenburg ŠB-1            | 1925         | 22                         | Biplano monomotor de reconocimiento/entrenador básico       |
| Rogožarski Srednji Brandenburg              | 1926         | 24                         | Biplano monomotor de reconocimiento/entrenador intermedio   |
| Rogožarski Fizir F1V                        | 1925         | 37                         | Entrenador biplano monomotor                                |
| Rogožarski Fizir FN                         | 1929         | 40                         | Biplano monomotor de entrenamiento básico                   |
| Rogožarski AZR                              | 1930         | 1                          | Prototipo entrenador biplano monomotor                      |
| Rogožarski SIM-VIII                         | 1931         | 3                          | Entrenador monoplano monomotor                              |
| Rogožarski PVT                              | 1934         | 61                         | Entrenador avanzado/acrobático con doble mando              |
| Rogožarski SIM-X                            | 1936         | 21                         | Entrenador monoplano monomotor                              |
| Rogožarski IK-3                             | 1938         | 13                         | Caza monoplano monomotor                                    |
| Rogožarski R-100                            | 1938         | 26                         | Monoplano monomotor/Entrenador avanzado                     |
| Rogožarski SIM-VI                           | 1937         | 2                          | Entrenador monoplano monomotor                              |
| Rogožarski SIM-XI                           | 1938         | 1                          | Entrenador monoplano monomotor                              |
| Rogožarski SIM-XII-H                        | 1938         | 9                          | Hidroavión monoplano de entrenamiento primario              |
| Rogožarski SIM-XIV-H                        | 1938         | 19                         | Hidroavión monoplano bimotor de patrulla y bombardeo ligero |
| Rogožarski R-313                            | 1940         | 1                          | Monoplano bimotor de bombardeo ligero                       |
| Rogožarski Brucoš                           | 1941         | 1                          | Monoplano monomotor de entrenamiento primario               |
| Rogožarski - RWD 8                          | 1935         | 3                          | Entrenador monoplano monomotor construido bajo licencia     |
| Rogožarski - RWD 13                         | 1938         | 6 (4 RWD 13) - (2 RWD 13S) | Monoplano de turismo/sanitario construido bajo licencia     |
| Rogožarski - Hoker hariken Mk-1 (Hurricane) | 1939         | -                          | Caza monoplano monomotor construido bajo licencia           |